# Frontina adusta
Frontina adusta är en tvåvingeart som först beskrevs av Walker 1853.  Frontina adusta ingår i släktet Frontina och familjen parasitflugor. Inga underarter finns listade i Catalogue of Life.